# Nofret
Nofret er en dansk tegneserie, skabt af tegneren Sussi Bech, der handler om den kretensiske prinsesse Nofret. Serien foregår i omkring år 1350 f.v.t.i oldtidens middelhavslande, og omhandler tidens politiske og religiøse intriger.
Historien i de første tre album går på, at Nofret og hendes søster Kiya bliver bortført af pirater og solgt til slavehandlere i Levanten. Nofret bliver tvunget til at gifte sig med en rig købmand fra Babylon, men sammen med en ung mand lykkes det hende at flygte til Egypten. Her ender hun dog som danserinde for en ussel løn, efter at være blevet svigtet af den unge mand. Hun søger derfor tjeneste i Amontemplet, hvor hun langsomt får tilkæmpet sig stadig højere positioner.
I senere bind vender Nofret tilbage til Kreta, men for sent til at forhindre en række katastrofer. Nu flygter derefter gennem Lilleasien, hvor hun får foretræde for og hjælp af Hittitterdronningen, inden hun ender i Byblos, hvor hun håber på at møde landsmænd i den minoiske koloni. Her bliver hun kæreste med den egyptiske general Horemheb, som hun hjælper i det indviklede diplomatiske rænkespil blandt de små lydstater i Levanten, der er klemt mellem Egypten og Hittitterriget. Til sidst bliver hun dog sendt på et skib tilbage til Egypten, hvor hun genser sin søster Kiya og sin nevø, kronprins Tutankhamon. Her bliver hun nok en gang indblandet i magtspillet ved farao Akhnatons hof.
Flere Nofret er blevet oversat og udgivet i Sverige (bind 1-6), Storbritannien (bind 10) Frankrig (bind 2-5), Belgien (bind 2-5), Holland (bind 2-5) og Indonesien (bind 1-2). Fortællingerne om Nofret har været bragt som føljeton i en række danske dagblade, heriblandt Berlingske Tidende, de tre Stiftstidender og Ekstra Bladet.
I Danmark har serien solgt over 75.000 eksemplarer. Serien har modtaget flere priser; I 1990 blev Den sidste Minos kåret som Bedste danske tegneserie 1989-90 ved Det danske Tegneseriekonvent, og Nofret blev kåret som årets danske tegneseriefigur ved samme lejlighed. Nofret blev året som årets danske tegneseriefigur igen i 1992 og 1995.

## Udgivelser
1. Flugten fra Babylon, Carlsen 1986
2. Amons gemalinde, Carlsen 1987
3. Kætterkongens hof, Carlsen 1988
4. Den sidste Minos, Carlsen 1989
5. Rejsen til Hattusas, Carlsen 1991
6. Den hemmelige traktat, Carlsen 1992
7. Med døden om bord, Carlsen 1993
8. Gravrøverne, Carlsen 1995
9. Nattens hævner, Carlsen 1998
10. Kiya, Carlsen 2001
11. Bagholdet i Tempelsøen, Carlsen 2004
12. Nilens fange, Forlaget Faraos Cigarer 2011
13. Tutankhamon, Eudor 2022

Udenfor hovedserien:
- Slave i Levanten, Eudor 2019

Bind 1-12 er udgivet som samlebindene Nofret Samlede historier I-IV, hvor flere album er blevet reproduceret på grundlag af forfatterens originale farvelægning, eller de er blevet digitalt restaureret. Hvert bind indeholder også ekstramateriale om tilblivelsen af tegneserien. Bind 13 og "Slave i Levanten" er udgivet i samme format som samlebindene.